# Акация (квартал на Велико Търново)
Акация е един от новите квартали на Велико Търново. Името му идва от това, че в района в който е построен е имало много акациеви дървета. Застрояването му започва в края на 60-те години и началото на 70-те години. В средата на квартала огледално на градския стадион, е построен младежкия дом. В квартала се открива Основно училище "Петко Рачов Славейков" през 1959-та година. През 1969-та година се откриват и първите кооперации по улица "Възрожденска".